# うたまろ
うたまろは、日本の二人組フォークソング音楽グループ。

## メンバー
- 加藤 一輝（かとう かずてる、1985年5月8日-、A型）：ボーカル･ギター･ハーモニカ･作詞･作曲
  - サブボーカル。
  - 切ないギターの音色が心に染み入る[要出典]と言われる。
- 小堀 力（こぼり つとむ、1985年4月14日-、B型）：ボーカル･ギター･ピアノ･作詞･作曲
  - メインボーカル。
  - 癒し系ボイスで様々なタイプの曲を歌いこなす実力派[要出典]。

加藤は7人兄弟の4番目、小堀は5人兄弟の長子。

## 略歴
メンバー二人ともに三重県津市出身。中学校は別だったが同じ学習塾であった。その後偶然同じ三重県高田高等学校に入学、加藤が小堀の声に惚れ込み2002年にうたまろが結成された。
2年半に亘る路上ライブ時代を経て、2004年11月に1stシングル｢せつない/初恋｣でインディーズデビュー。その後三重県・名古屋を中心に関西まで活動の場を広げ、2006年1月に3rdシングル｢いつかは笑って歌える悲しい歌｣で東芝EMIよりメジャー・デビューを果たし、全国に向けてプロモーションを開始する予定であったが、同社がリストラを行った結果、彼らのスタッフが全て退社したため、契約更新の話がまとまらず、契約終了となった。
その後1年半を経て、それまでの事務所との契約を解除。2008年、アルバムリリースに際し、インディーズのロックチッパーレコードと契約。2010年10月17日、同年12月23日のZepp Nagoyaでのライブを最後に活動休止を発表。
2011年から加藤はかとうかずてる、小堀はコボリツトム名義でソロ活動を開始。2016年までライブ活動などを主に勢力活動。その後4年間ソロも活動休止となっていたがグループとして2020年8月に配信ライブを行い再始動。配信ライブ第2回が2020年10月18日に行われる。

## 作品

### シングル
- 1st せつない / 初恋（2004年11月15日）

1. せつない
2. 初恋

- 2nd 和らかな日々（2005年6月1日）

1. 和らかな日々（やわらかなひび）
2. 東京
3. 和らかな日々～Original Instrumental～
4. 東京～Original Instrumental～

- 3rd  いつかは笑ってうたえる悲しい歌（2006年1月18日）メジャー・デビュー・シングル

1. いつかは笑ってうたえる悲しい歌
2. day by day(Live Version)
3. いつかは笑ってうたえる悲しい歌～Original Instrumental～
4. うたまろからのメッセージ（初回盤のみ）

- 4th　陽炎（2006年6月14日）メジャー第2弾

1. 陽炎
2. 1つ2つ3つ4つ　三重テレビ「2006・2007年夏の高校野球三重県予選中継」OP/ED曲
3. 陽炎～Original Instrumental～
4. 1つ2つ3つ4つ～Original Instrumental～

- 5th 風と街（2008年9月3日）

1. 風と街
2. 有休ドライブ
3. あの日の君へ

- 6th  くれる?（2009年8月5日）

1. くれる?
2. DOOR
3. チョコレート (bonus track)

- 7th  The Beautiful　（2012年9月26日）

1. The Beautiful
2. カレイドスコープ
3. 真夜中ライダー
4. ココロ

### アルバム
- 1stアルバム｢Tea Time｣（2008年4月9日）全11曲

1. 君と僕とカゲとユメ 「秘密のケンミンSHOW」エンディングテーマ
2. おぼろ月の君へ
3. カメレオン
4. いつかは笑ってうたえる悲しい歌 ～Album Version～
5. みつめていて。
6. テヲツナイデ
7. すみれ手紙
8. 1つ2つ3つ4つ ～Album Version～
9. 手のひらに
10. キリン煙突
11. コーヒーをブラックで

- 2ndアルバム｢Slow Time｣（2009年10月21日）全12曲

1. 『ラブソングが出来るまで』
2. ツギハギの嘘
3. 長い旅
4. day by day
5. 有休ドライブ
6. いとし
7. DOOR
8. MY BEST
9. 風と街
10. くれる?
11. 風花の唄
12. おやすみ

- 3rdアルバム｢Best Time｣（2013年5月8日）全13曲+DVD全4曲

Disc.1
1. Lily (2013 新録)
2. くれる?
3. カメレオン
4. いつかは笑ってうたえる悲しい歌
5. みつめていて。
6. 『ラブソングが出来るまで』
7. 世界が僕に驚く日
8. 陽炎
9. The Beautiful
10. MY BEST
11. 1つ2つ3つ4つ
12. ツギハギの嘘
13. 和らかな日々 (2013 新録)

Disc.2(DVD)
1. おぼろ月の君へ
2. 風と街
3. くれる?
4. コンサートツアー2012「The Beautiful」ダイジェスト映像

- 4thアルバム｢U to U｣（2015年5月9日）全11曲

1. 約束の唄
2. ノーフィン
3. letter to cake
4. メリーゴーランド
5. 待つばかり
6. 偏り男
7. 7月キミ日和り
8. ラブレター
9. りとる
10. 誰のせいだ?
11. 軌跡

## ラジオ番組
- 2006年3月、三重エフエム放送『NIGHT CUBE』に毎週金曜日DJとして出演。同年4月から月曜日に移動。2007年9月で終了するが、2008年4月から再び金曜日に復活。2009年9月で終了。
- 2006年4月から2007年3月までCBCラジオ『ハイパーナイト』「らじまろ」にレギュラーDJとして出演。
- 2007年4月から東海ラジオ放送『うたまろっ!』 毎週水曜日21：40 - 21：50で出演中。
- 2009年7月から、三重エフエム放送『radio CUBE』内の『うたまろ保健室』に毎週水曜日20：30 - 20:55に大桑里美、林景子と共に出演中。

## テレビ番組
2006年4月より、三重テレビ放送「ワクドキ!元気」火曜日にレギュラー出演。2007年4月より、金曜日に月1回出演。

## タイアップ
- 日本テレビ系列「秘密のケンミンSHOW」ED曲『君と僕とカゲとユメ』（2008年4月 - 6月）
- 百五銀行
  - 「すてきな未来」・「新・すてきな未来」・「初めてつくる通帳」・「笑顔のヒストリー」 篇
  - CMソング『歩き出そうよ』

- 三重近鉄タクシー
  - CMソング『いとし』

- ニッケテニスドーム
  - CMソング『ラブソングが出来るまで』

- 三重スリーアローズ
  - オフィシャルサポートソング『世界が僕に驚く日』